# Rally Dakar 1983

Mappa della Parigi-Dakar 1983

Il Rally Dakar 1983 è stata la 5ª edizione del Rally Dakar (partenza da Parigi, arrivo a Dakar).

## Tappe
Nelle 20 giornate del rally raid furono disputate 14 tappe ed una serie di trasferimenti (circa 12.000 km), con 13 prove speciali per un totale di 5.210 km.

## Classifiche

### Moto
Hanno finito la gara 29 delle 132 moto iscritte.
| Pos. | Pilota                         | Mezzo         | N°  |
| ---- | ------------------------------ | ------------- | --- |
| 1    | Hubert Auriol                  | BMW 980       | 100 |
| 2    | Patrick Drobecq                | HONDA XR 600  | 94  |
| 3    | Marc Joineau                   | SUZUKI DR 500 | 41  |
| 4    | Olivier Kirkpatrick            | YAMAHA XT 550 | 76  |
| 5    | Serge Bacou                    | YAMAHA XT 600 | 79  |
| 6    | Alain Spira                    | HONDA XRR 500 | 38  |
| 7    | Claude Olivier                 | YAMAHA XT 600 | 80  |
| 8    | Anne Kies                      | YAMAHA XT 550 | 73  |
| 9    | Jean-Claude Morellet "Fenouil" | BMW 980       | 101 |
| 10   | Cyril Neveu                    | HONDA XR 600  | 95  |

### Auto
Hanno finito la gara 94 delle 253 auto iscritte.
| Pos. | Equipaggio                      | Mezzo             | N°  |
| ---- | ------------------------------- | ----------------- | --- |
| 1    | Jacky Ickx, Claude Brasseur     | MERCEDES 280 GE   | 142 |
| 2    | André Trossat, Briavoine        | LADA NIVA         | 157 |
| 3    | Pierre Lartigue, Destaillats    | RANGE ROVER V8    | 158 |
| 4    | Gérard Sarrazin, Bouille        | RANGE ROVER V8    | 234 |
| 5    | Médéric Simbille, Simbille      | MERCEDES 280 GE   | 165 |
| 6    | Guy Colsoul, Lopes              | MERCEDES 280 GE   | 153 |
| 7    | Jean-Jacques Ratet, Jacquemard  | TOYOTA FJ 40      | 272 |
| 8    | Gérard Planson, Planson         | MERCEDES 280 GE   | 167 |
| 9    | Claude Marreau, Bernard Marreau | RENAULT PROTO R18 | 150 |
| 10   | Jean-Pierre Kurrer, Zanone      | PORTARO 260       | 160 |

### Camion
Hanno finito la gara 8 dei 12 camion iscritti. Non era stilata una classifica a parte, ma gareggiavano con le auto.
| Pos. (auto) | Equipaggio                            | Mezzo            | N°  |
| ----------- | ------------------------------------- | ---------------- | --- |
| 19º         | Georges Groine, De Saulieu, Malferiol | MERCEDES 1936 AK | 340 |
| 20º         | Hasse Henriksson, Bernhardsson        | VOLVO C303       | 331 |
| 34º         | Jan de Rooy, Roggenband, Geusens      | DAF 3300         | 342 |
| 48º         | Avoyne, Deblandre, Dierl              | MAN 20280        | 346 |
| 51º         | Martinez, Langlois                    | MERCEDES AK      | 341 |
| 54º         | Salou, Barazer, Nollan                | MERCEDES U 1700  | 334 |
| 58º         | Frumholtz, Marie, Faure               | RENAULT DB       | 343 |
| 60º         | Minatchy, Tassin, Hellio              | MAN              | 345 |